# Niger
Niger, plným názvem Nigerská republika, je prezidentská republika nacházející se téměř uprostřed saharské Afriky mezi státy Mali, Alžírsko, Libye, Čad, Nigérie, Benin a Burkina Faso. Na území o rozloze 1,2 mil. km² žilo v roce 2020 okolo 24 milionů obyvatel. Země nemá přístup k moři, ale protéká jí řeka Niger, podle které se také jmenuje. Většinu území tvoří poušť nebo polopoušť (Sahel), přičemž podnebí je celoročně velice horké. V roce 2020 OSN vyhodnotilo Niger jako nejméně rozvinutou zemi na světě a registruje nejvyšší porodnost na světě (přes 7 dětí na jednu ženu).

## Historie
Ukazuje se, že lidé sídlili na území Nigeru už v prehistorických dobách. Ve 3. tisíciletí př. n. l., kdy do severních oblastí začala zasahovat poušť, pastevci odešli a na jejich bývalých územích se začali usazovat kočovní Tuaregové.
Ve středověku byl Niger postupně součástí několika mocných říší, kterými byly Songhaj, Kánem-Born, Mali a městský stát Hausů. Od 11. století se zde začal šířit islám, který si u místních obyvatel našel značnou oblibu.
V roce 1900 byl Niger obsazen Francií a připojen k Francouzské západní Africe. V roce 1922 získal status samostatné kolonie poté, co povstali Tuaregové. V roce 1958 byla vyhlášena autonomní republika Niger. Vazby s Francií ale zůstaly silné.
První svobodné volby se konaly až v roce 1993. O tři roky později se pomocí státního převratu do čela státu dostal plukovník Ibrahim Baré Maïnassaru. V dubnu 1999 byl Maïnassaru svržen a byla zahájena demokratizace země. Vojenským pučem skončila v únoru 2010 snaha prezidenta Mamadou Tandja změnit ústavu, aby se mohl potřetí za sebou ucházet o prezidentský úřad.

V únoru 2021 porazil Mohamed Bazoum v druhém kole prezidentských voleb Mahamaneho Ousmane, exprezidenta z let 1993-1996. Krátce před jeho nástupem do funkce proběhl pokus o puč, který vláda potlačila.
Dne 26. července 2023 vojáci tzv. Národní rady pro ochranu vlasti (CNSP) vystoupili v nigerské televizi s oznámením, že opět proběhl státní převrat a vojenská Národní rada svrhla prezidenta Mohameda Bazouma. Zároveň byly do odvolání uzavřeny hranice země. V celé zemi také začal na určitou dobu platit zákaz vycházení. Důvodem převratu jsou prý „zhoršující se bezpečnostní situace a špatné vládnutí“. Dosavadní velitel prezidentské gardy generál Abdourahamane Tiani byl vojenskými veliteli 28. července představen jako předseda CNSP a nová hlava státu.
Dne 7. srpna 2023 navštívila Niger Victoria Nulandová, první náměstkyně ministra zahraničních věcí Spojených států Antonyho Blinkena. V hlavním městě Niamey jednala s představiteli vojenské junty, která v zemi uchopila moc. Jak sdělila televize CNN, za nigerskou stranu se setkání zúčastnili šéf armádního štábu Moussa Salao Barmou a tři další důstojníci. Nulandová později označila tyto více než dvouhodinové rozhovory jako „velmi otevřené a chvílemi velmi obtížné“. Nebyla jí však umožněno setkání se svrženým prezidentem Bazoumem nebo čelným představitelem junty Tianim.
V dubnu 2024 v zemi začali operovat vojenští instruktoři z Ruska, kteří v zemi dostali za úkol nainstalovat protiletadlový systém. Niger během vlády vojenské junty zvolil antikoloniání postoj, vystoupil z ECOWAS a byl mezi zakládajícími členy Aliance sahelských států.

## Státní symboly

### Vlajka
Nigerská vlajka je tvořena listem o poměru stran 6:7 (objevuje se však i v jiných poměrech) se třemi vodorovnými pruhy – oranžovým, bílým a zeleným. Uprostřed bílého pruhu je oranžové kruhové pole.

### Hymna
Nigerská hymna je od 22. června 2023 píseň The Honor of the Fatherland (francouzsky L'Honneur de la Patrie). Nahradila předchozí hymnu – píseň La Nigérienne (česky Píseň Nigeru), kterou složili Robert Jacquet a Nicolas Abel François Frionnet a otextoval Maurice Albert Thiriet.

## Geografie

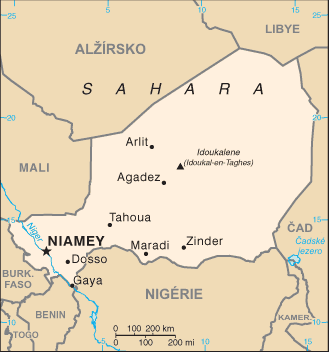
Mapa Nigeru

Niger se nachází na jihu Sahary a ve střední části Sahelu. Většina území Nigeru se nachází na náhorních plošinách. V centrální části republiky se tyčí vulkanické pohoří Aïr (čti aír) s nejvyšší horou Nigeru, Mont Idoukal-n-Taghès, vysoká 2022 m n. m. Nacházejí se zde kužely vyhaslých sopek a rozrušené masivy. V masivu Tarazit se nachází i hora Mont Gréboun, vysoká 2012 m n. m. Směrem na východ od Aïru se rozléhá pouštní pánev Ténéré, západním směrem pánev Talak. Na severu země se nachází náhorní plošina Djado. Jedinou stálou řekou na území státu je Niger, která mu dala jméno.

### Podnebí
V severních oblastech Nigeru převládá extrémně suché tropické podnebí; za rok zde spadne pouze téměř 50 mm srážek, proto zde převládají pouště. Centrální a jižní oblasti republiky mají podnebí o něco vlhčí, avšak ani zde nespadne za rok více než 800 mm srážek. Oblaka pouštního prachu a písku sem přináší suchý saharský vítr nazývaný harmattan. V lednu se průměrné teploty pohybují od 16–24 °C. Nejteplejší období trvá od května do června, teploty překonávají hranici 30 °C.

### Flóra a fauna
V nižších oblastech rostou pouze akácie a suchomilné traviny. Ve vysokohorských oblastech flóru zastupují divoké palmy a olivovníky.Žijí zde gazely, oryxové, paovce hřivnaté, gepardi a pštrosi. U řeky Niger svůj domov nacházejí sloni, žirafy, hroši, antilopy a buvoli.

## Ekonomika a hospodářství

### Ekonomika
Kvůli nestabilní politické situaci (vojenské puče a revolty) dosahuje HDP v zemi méně než 200 USD na obyvatele. Významným zdrojem vývozu je uranová ruda pro Francii. Dováží se veškeré spotřební zboží, a to hlavně z Francie a Pobřeží slonoviny. Velká část populace je zaměstnána v zemědělství, ačkoliv je obděláváno jen 3 % rozlohy státu, především břehy řeky Niger. V zemi se platí CFA frankem.

### Zemědělství

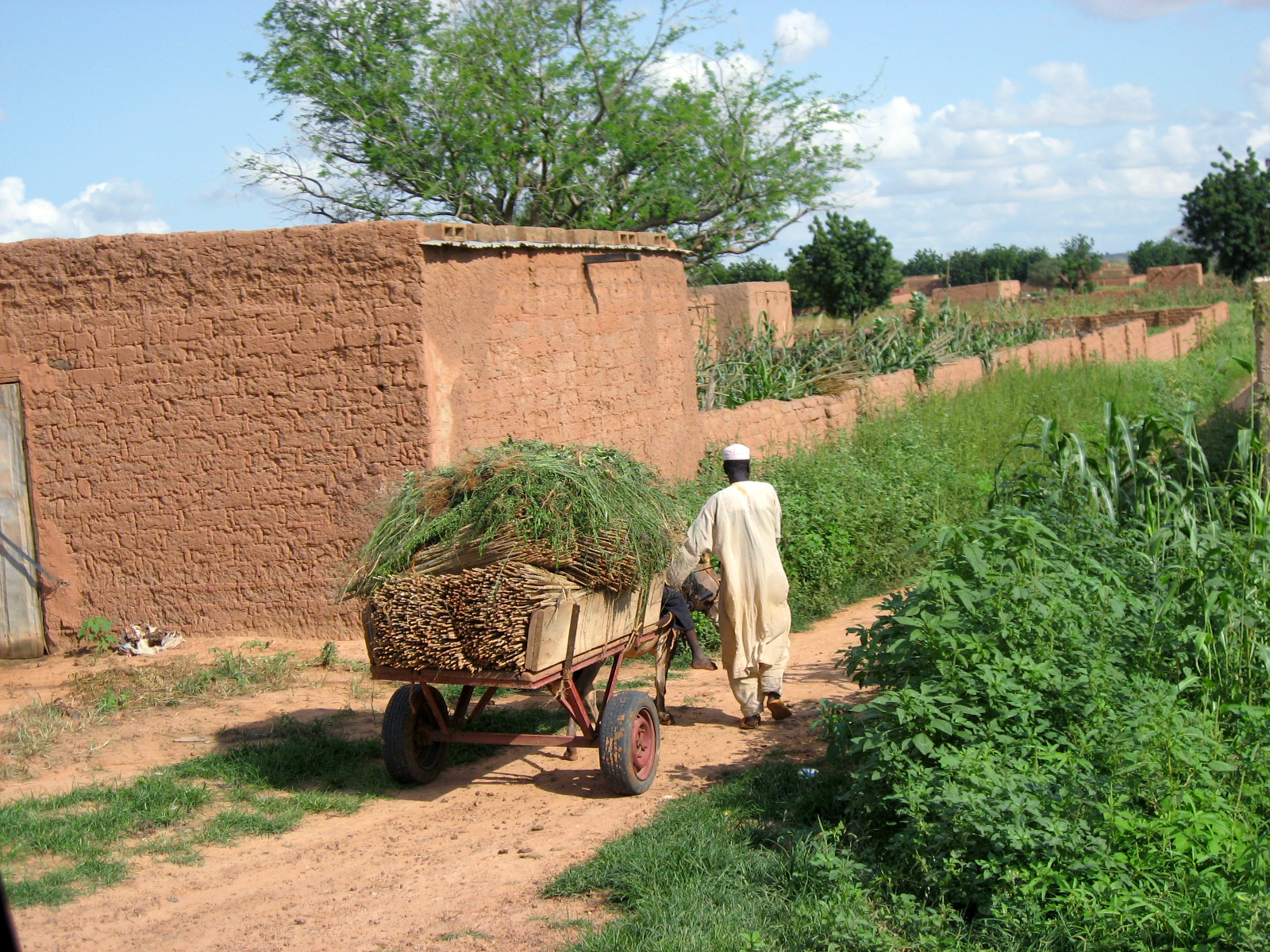
Zemědělec veze proso v regionu Dosso

Základ hospodářství tvoří samozásobitelské zemědělství, přičemž obdělávat lze pouze 15 % území. Úroda je navíc závislá na srážkách a ohrožují ji škůdci (kobylky a sarančata). I přesto se zemědělským činnostem věnuje 90 % obyvatel. Pěstuje se proso (dochan), čirok, zelenina, luštěniny, rýže, podzemnice olejná, cukrová třtina, pšenice, bavlna a tabák. Chovají se ovce, skot, kozy a osli. Nejdůležitějším zvířetem je velbloud.

### Průmysl a nerostné suroviny
Nejdůležitější nerostnou surovinou je uran, těží se v pohoří Aïr. Dále se těží zlato, kamenné uhlí, fosfáty, měděné a železné rudy a soli. Na těžbu uranu měla původně monopol Francie, nyní však na jednom z ložisek těží i Číňané. Průmyslová výroba a obchod se soustřeďuje v Niamey. Nejdůležitějším průmyslovým oborem je potravinářský průmysl. Produkuje hlavně arašídy, olej a pivo. V menších městech fungují mlýny, čistírny bavlny a koželužny.

## Obyvatelstvo
| 1950 | 2,5  |
| 2000 | 10,8 |
| 2015 | 18,5 |

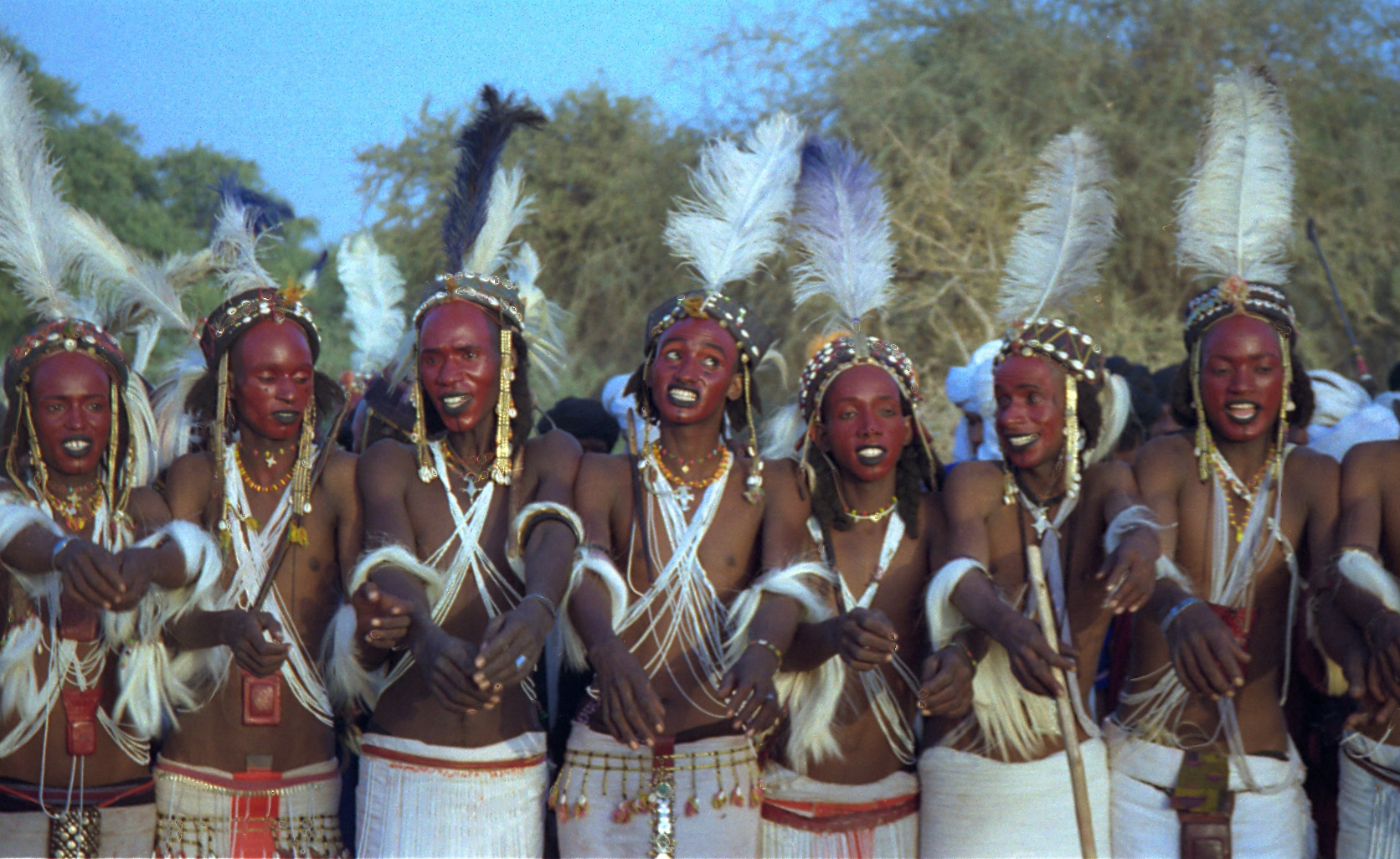
Muži kmene Wodaabe tančí tanec lásky a krásy gerewol

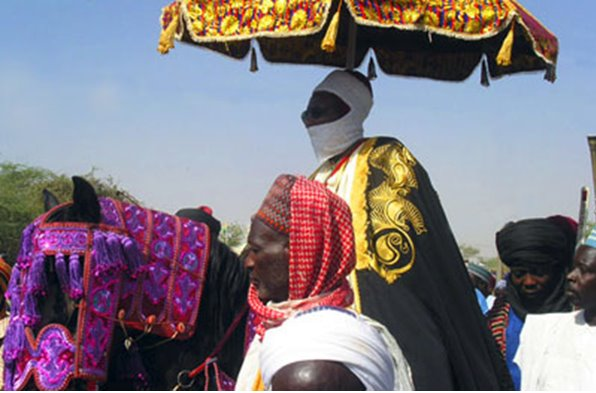
Sultán ze Zinderu

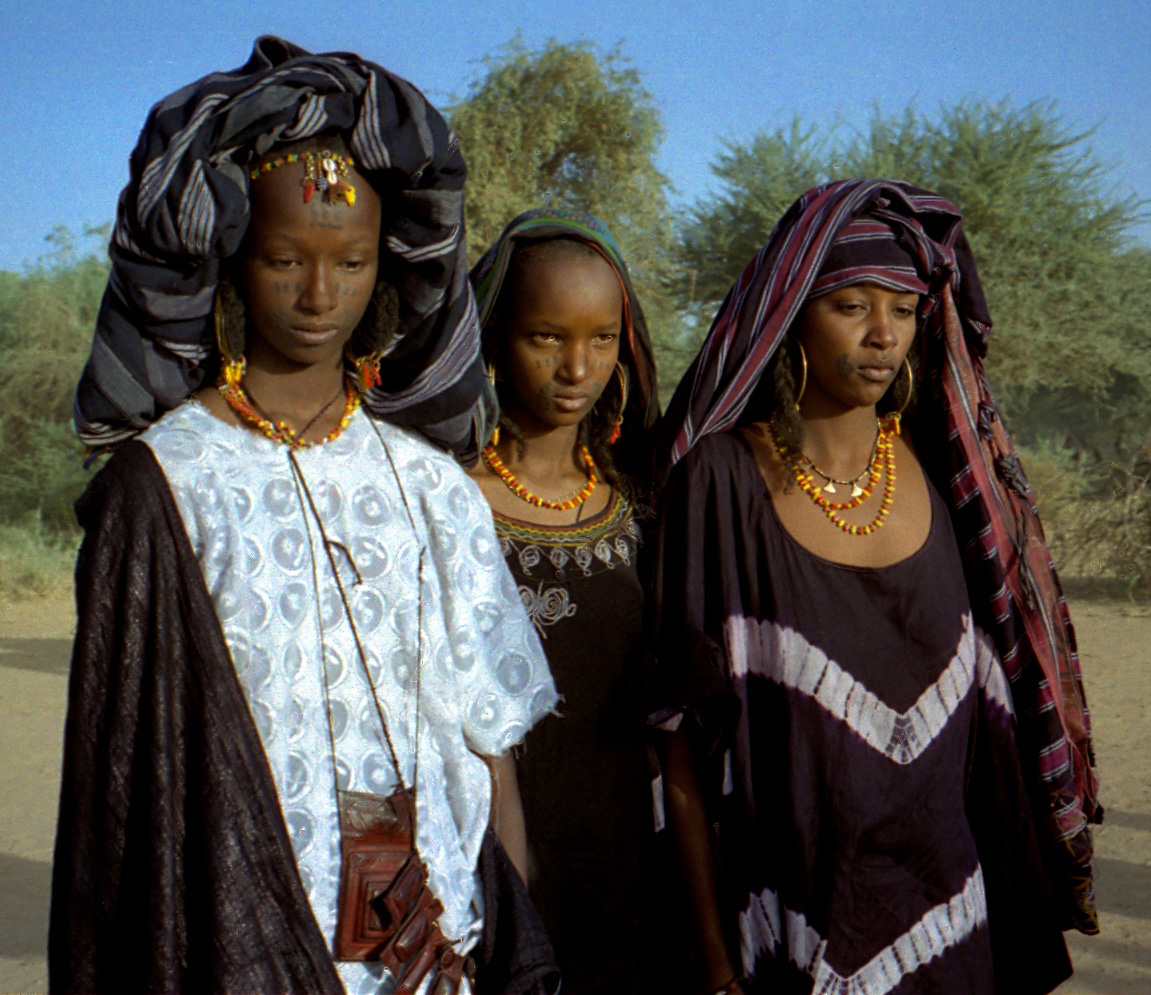
Fulanky v Nigeru

Obyvatelé se dělí do několika kmenů, nejvíce zastoupeni jsou Hausové, Songhaj-Djermové a Tuaregové. Ostatních je méně než 1 milion osob. Tři čtvrtiny obyvatel jsou negramotné. Úředním jazykem v zemi je francouzština. Téměř 80 % Nigeřanů žije ve venkovských osadách. Střední délka života mužů je průměrně 42,5 let, u žen asi 41,8 let. Dle Světové zdravotnické organizace (WHO, https://data.who.int/indicators/i/217795A) připadalo v roce 2020 v zemi na 10.000 obyvatel jen 0,34 lékaře. Podle starších statistik byli Nigeřané z 80 % muslimové, dále byly zaznamenány animistické a křesťanské menšiny. Statistika ze sčítání lidu v roce 2012 uvádí následující náboženskou příslušnost: muslimové 99,3 %, křesťané 0,3 %, tradiční náboženství 0,2 %, bez vyznání 0,1 %, ostatní 0,1 %. Podle afrikanisty O. Havelky velká množina muslimů v Nigeru vyznává zároveň nigerské tradiční náboženství bori (vícečetná náboženská identita), případně synkretismus islámu a bori (tzv. Black Islam). Náboženství bori je hluboce zakořeněné zejména mezi etnikem Hausů. Většina muslimů jsou sunnité, 20 % je ovšem tzv. nekonfesních.

### Etnické složení obyvatelstva
- Hausové – 56%
- Džermové – 22%
- Fulani – 9%
- Tuarégové – 8%
- ostatní – 5%

## Největší města

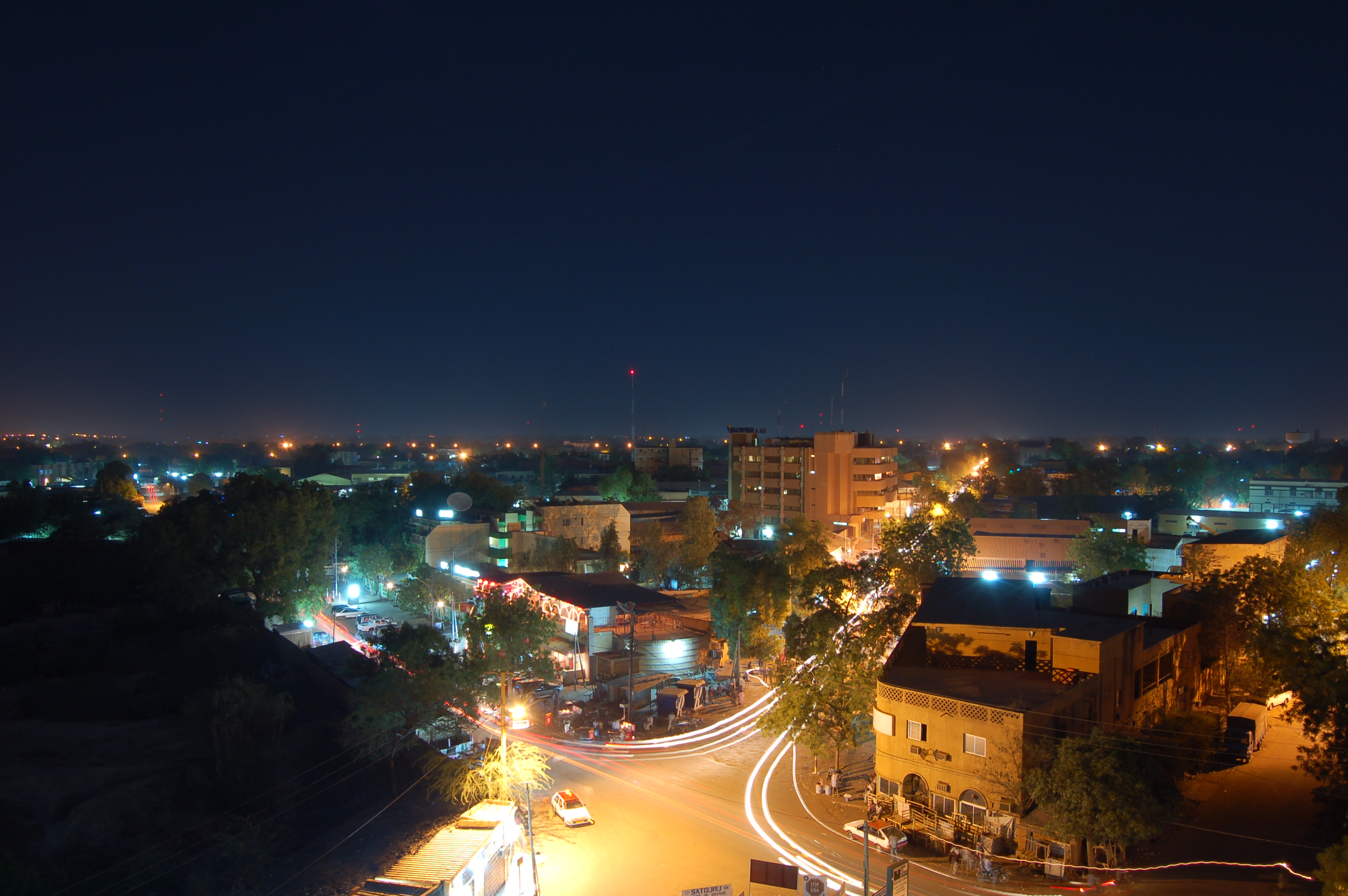
Niamey v noci

- Niamey – 774 000 obyvatel
- Zinder – 191 000 obyvatel
- Maradi – 163 000 obyvatel
- Agadez – 89 000 obyvatel
- Arlit – 83 000 obyvatel
- Tahoua – 80 000 obyvatel
- Dosso – 50 000 obyvatel
- Birni N´Konni – 48 000 obyvatel
- Tessaaoua – 36 000 obyvatel
- Gaya – 33 000 obyvatel
- Dogondoudchi – 32 000 obyvatel

## Politika
Od nabytí nezávislosti na Francii v roce 1960 proběhlo 5 "úspěšných" státních převratů – v letech 1974, 1996, 1999, 2010 a 2023. První předání moci mezi dvěma demokraticky zvolenými prezidenty proběhlo až v roce 2021.
Tato trnitá historie poznamenala také ústavní zřízení země – 26. března 2025 byla vyhlášeno přechodné ústavní období, které následovalo po 7 předchozích zřízeních (tzv. první až sedmá republika). V jednotlivých obdobích se průběžně měnila pravidla pro sdílení výkonné moci či svobody zakládat a sdružovat se v politických stranách, ale také oficiální název pozice hlavy státu.
V období sedmé republiky (2010-2023) byla nejsilnější politickou stranou PNDS-Tarayya (Parti nigérien pour la démocratie et le socialisme, Nigerská strana pro demokracii a socialismus), předtím tuto pozici zastávala v letech 1989-2010 středopravicová MNSD-Nassara (Mouvement National pour la Société de Développement, Národní hnutí pro společnost rozvoje).
Po úpravě volebního práva v roce 2015 bylo nigerské národní shromáždění sestaveno ze 171 míst, z toho 8 míst vyhrazených pro reprezentaci národnostních menšin a 5 míst vyhrazených pro reprezentaci občanů žijících v zahraničí. Místa vyhrazená pro reprezentaci emigrantů nebyla kvůli nedostatečné registraci voličů v zahraničí po volbách v roce 2020 obsazena.

### Hlavy státu
| Pořadí | Portrét                                                   | Jméno (narození–úmrtí)              | Působení v úřadu   | Působení v úřadu                     | Působení v úřadu | Podrobnosti                                                                 | Strana                           | Předseda vlády                                                                       |
| Pořadí | Portrét                                                   | Jméno (narození–úmrtí)              | Nástup             | Odchod                               | Délka            | Podrobnosti                                                                 | Strana                           | Předseda vlády                                                                       |
| ------ | --------------------------------------------------------- | ----------------------------------- | ------------------ | ------------------------------------ | ---------------- | --------------------------------------------------------------------------- | -------------------------------- | ------------------------------------------------------------------------------------ |
| 1.     | fotografie Hamani Dioriho, prvního prezidenta státu Niger | Hamani Diori (1916-1989)            | 10. listopadu 1960 | 15. dubna 1974 (svržen)              | 13 let a 156 dní |                                                                             | PPN–RDA                          | funkce nezřízena                                                                     |
| 2.     |                                                           | Seyni Kountché (1931-1987)          | 15. dubna 1974     | 10. listopadu 1987 (umřel ve funkci) | 13 let a 209 dní |                                                                             | Armáda                           | Mamane Oumarou,Hamid Algabid                                                         |
| 3.     |                                                           | Ali Seїbou (1940-2011)              | 10. listopadu 1987 | 16. dubna 1993                       | 5 let a 157 dní  |                                                                             | Armáda / MNSD–Nassara            | Mamane Oumarou, Hamid Algabid, Alidou Mahamidou, Amadou Cheiffou                     |
| 4.     |                                                           | Mahamane Ousmane (narozen 1950)     | 16. dubna 1993     | 27. ledna 1996 (svržen)              | 2 roky a 286 dní |                                                                             | CSD–Rahama                       | Amadou Cheiffou,Mahamadou Issoufou, Souley Abdoulaye, Amadou Cissé, Hama Amadou      |
| 5.     |                                                           | Ibrahim Baré Maïnassara (1949-1999) | 27. ledna 1996     | 9. dubna 1999 (zabit)                | 3 roky a 72 dní  |                                                                             | Armáda / UNIRD / RDP–Jama'a      | Boukary Adji, Amadou Cissé, Ibrahim Hassane Mayaki                                   |
| 6.     |                                                           | Daouda Malam Wanké (1946-2004)      | 9. dubna 1999      | 22. prosince 1999                    | 257 dní          |                                                                             | Armáda (s podporou MNSD–Nassara) | Ibrahim Hassane Mayaki                                                               |
| 7.     |                                                           | Mamadou Tandja (1938-2020)          | 22. prosince 1999  | 18. února 2010 (svržen)              | 10 let a 58 dní  |                                                                             | MNSD–Nassara                     | Ibrahim Hassane Mayaki, Hama Amadou, Seyni Oumarou, Albadé Abouba, Ali Badjo Gamatié |
| 8.     |                                                           | Salou Djibo (narozen 1965)          | 18. února 2010     | 7. dubna 2011                        | 1 rok a 48 dní   |                                                                             | Armáda                           | Mahamadou Danda                                                                      |
| 9.     |                                                           | Mahamadou Issoufou (narozen 1952)   | 7. dubna 2011      | 2. dubna 2021                        | 9 let a 360 dní  |                                                                             | PNDS–Tarayya                     | Brigi Rafini                                                                         |
| 10.    |                                                           | Mohamed Bazoum (narozen 1960)       | 2. dubna 2021      | 26. června 2023 (svržen)             | 2 roky a 115 dní |                                                                             | PNDS–Tarayya                     | Ouhomoudou Mahamadou                                                                 |
| 11.    |                                                           | Abdourahamane Tiani (narozen 1960)  | 28. června 2023    | úřadující                            | 2 roky a 46 dní  | Mezi 26. a 28. červnem stát spravován 10-členným výborem armádní junty CNSP | Armáda                           | Ali Lamine Zeine                                                                     |

## Zajímavosti
- Otroctví bylo zrušeno zákonem v roce 2003, ale podle některých odhadů je v Nigeru stále až 800 000 otroků.[24]
- Stát se jmenuje podle stejnojmenné řeky.
- První důl na těžbu zlata se jmenuje Samira Hill a začal pracovat v říjnu 2004.
- První železnice v zemi se teprve buduje.[kdy?]
- Je povolena polygamie.[zdroj?]